# Arthur Hydes
Arthur Hydes (24 tháng 11 năm 1911 - 1990) là một cầu thủ bóng đá người Anh sinh ra ở Barnsley, thi đấu cho Leeds United và Newport County. Ông ghi gần 100 bàn trong sự nghiệp với hơn 80 bàn tại Leeds. Ông 3 năm liên tiếp giữ vị trí vua phá lưới của Leeds.